# بيل فيشر
بيل فيشر (بالإنجليزية: Bill Fischer)‏ (و. 1927 – 2017 م) هو لاعب كرة قدم أمريكية، من الولايات المتحدة، ولد في شيكاغو، يلعب كمصطدم ‏، توفي في كيب كورال، عن عمر يناهز 90 عاماً.

## التعليم
تعلم في Lane Tech College Prep High School ‏.

## روابط خارجية
- بيل فيشر على موقع مرجع كرة القدم المحترفة.كوم (الإنجليزية)